# Zofia Agnieszka Poniatowska
Zofia Agnieszka Poniatowska (ur. ok. 1685 w Dąbrowie, zm. 6 maja 1763 w Krakowie) – córka cześnika wyszogrodzkiego Franciszka Poniatowskiego i Heleny Niewiarowskiej, ciotka króla polskiego Stanisława Augusta Poniatowskiego.

## Życiorys
21 listopada 1701 wstąpiła do nowicjatu w klasztorze karmelitanek bosych u Świętego Marcina w Krakowie, gdzie przyjęła imię Krystyny Heleny od Ofiarowania Najświętszej Marii Panny. Śluby zakonne złożyła 21 listopada 1702 w Krasiczynie, gdzie zakonnice znalazły się podczas wygnania. W 1725 została posłana do nowej fundacji na Wesołą, gdzie od 1732 sześciokrotnie została obrana przeoryszą. W 1749 zaproponowano Zofii funkcję przełożonej w klasztorze Świętego Marcina, jednak odmówiła jej przyjęcia.